# Lawrence John Sichalwe
Lawrence John Sichalwe (* 24. Dezember 1961) ist ein sambischer Politiker der Patriotic Front (PF).

## Leben
Sichalwe, der als Unternehmer tätig war, wurde 2015 bei einer Nachwahl als Kandidat der Patriotic Front (PF) im Wahlkreis Chawama erstmals zum Mitglied der Nationalversammlung Sambias gewählt sowie bei der Wahl am 11. August 2016 wiedergewählt. Zunächst war er Hinterbänkler und danach von September bis Oktober 2015 Mitglied des Ausschusses für Kommunalverwaltung, Wohnungsbau und Häuptlingsangelegenheiten, ehe er im Oktober 2015 Vizeminister im Amt von Vizepräsidentin Inonge Wina war.
Im September 2016 berief ihn Präsident Edgar Lungu zum Minister für Häuptlings- und traditionelle Angelegenheiten in dessen Kabinett.